# Studio Dovjenko
Le Studio Dovjenko (en ukrainien : Національна кіностудія художніх фільмів імені Олександра Довженка ; traduction littérale : Studio national Alexandre Dovjenko) est le principal studio de production cinématographique en Ukraine et se situe au no 44 avenue de la Victoire à Kiyv. Connu du temps de l'URSS sous le nom (en russe) de Киностудия им. А. Довженко (traduction littérale : Studio cinématographique Alexandre Dovjenko), c'était, dès sa création en 1927, un des studios les plus prolifiques de l'ère soviétique. Depuis l'indépendance de l'Ukraine, il a subi un important passage à vide avant de recommencer à produire des films.

## Histoire et caractéristiques principales
Le Studio Dovjenko a été fondé en 1927 à Kiev. Il a été baptisé du nom du réalisateur Alexandre Dovjenko, célèbre pour son talent lyrique et épique.

## Films produits
- 1926 : Le Petit Fruit de l'amour (Ягодка любви), fiction d'Alexandre Dovjenko
- 1928 : Arsenal (Арсенал), fiction d'Alexandre Dovjenko
- 1928 : Zvenigora (Звенигора), fiction de Alexandre Dovjenko
- 1929 : L'Homme à la caméra (Человек с киноаппартом), film expérimental de Dziga Vertov.
- 1929 : L'Arriviste, dir. Nikolaï Chpikovski
- 1930 : La Terre (Земля) fiction d'Alexandre Dovjenko.
- 1931 : Karmeliouk (Кармелюк), de Faust Lopatinsky.
- 1932 : Ivan (Иван), fiction d'Alexandre Dovjenko.
- 1935 : Aerograd (Аэроград), fiction d'Alexandre Dovjenko.
- 1936 : Prométhée est un film de Ivan Kavaléridzé.
- 1939 : Chtchors (Щорс), film documentaire d'Alexandre Dovjenko
- 1950 : Un été généreux réalisé par Boris Barnet
- 1952 : Concert des maîtres de l'art ukrainien (Концерт мастеров украинского искусства) de Boris Barnet.
- 1962 : Une fleur sur la pierre (Цветок на камне), de Sergueï Paradjanov.
- 1964 : Les Chevaux de feu (Тіні забутих предків), fiction de Sergueï Paradjanov.
- 1965 : 
  - Entrante dans la mer (Входящая в море), court métrage de Léonide Ossyka
  - Une source pour les assoiffés (Криниця для спраглих) fiction de Youri Illienko
- 1966 : Les Fresques de Kiev (Киевские фрески) de Sergueï Paradjanov.
- 1968 : 
  - La Croix de pierre (Камінний хрест) de Léonide Ossyka
  - Conscience (Совість).
- 1970 : L'Oiseau blanc marqué de noir (Белая птица с черной отметиной) fiction de Youri Illienko
- 1970 : Prisonniers à Beaumont (uk) réalisé par Iouri Semenovych Lyssenko (uk)
- 1974 : Seuls les vieux vont au combat[2] (В бой идут одни 'старики'), fiction de Leonid Bykov.
- 1977 : Biriouk, l'ermite (Бирюк), fiction de Roman Balaïan.
- 1979 : L'Enquête du pilote Pirx (Test pilota Pirxa), fiction de Marek Piestrak
- 1982 : Vols entre rêve et réalité (Полеты во сне и наяву), fiction de Roman Balaïan.
- 1990 : Le Lac des cygnes - la zone (Лебединое озеро. Зона) de Youri Illienko
- 1995 : Premier amour (Первая любовь), fiction de Roman Balaïan.
- 2002 : Une prière pour l'hetman Mazepa (Молитва за гетмана Мазепу), fiction de Youri Illienko
- 2004 : La nuit est claire (Ночь светла), fiction de Roman Balaïan.

## Réalisateurs associés
Les réalisateurs associés des studios soviétiques ne sont pas associés -au sens financier du terme- à la production des films, mais sont liés par des contrats de partenariats -relativement- exclusifs avec le studio (par ordre alphabétique) :
- Alexandre Alov ;
- Roman Balaïan ;
- Alexandre Dovjenko ;
- Youri Illienko.